# 無刺似口蝦蛄
無刺似口蝦蛄（学名：Oratosquillina inornata）为蝦蛄科似口蝦蛄屬下的一个种。